# Seydou - Il sogno non ha colore
Seydou - il sogno non ha colore è un film del 2024 diretto da Simone Aleandri, prodotto da Wonder Project con Rai Cinema e il supporto della Lega Serie A.

## Trama
Seydou Sarr è un ragazzo senegalese che è stato scelto da Matteo Garrone per interpretare il protagonista del suo film Io Capitano. Nonostante il successo del film e tutte le esperienze che ha potuto fare presentando il film in giro per il mondo il sogno di Seydou rimane quello di provare a diventare un calciatore. Per inseguire questo sogno si allena con costanza sulla spiaggia di Fregene e intraprenderà un viaggio che lo porterà ad incontrare alcuni importanti calciatori di Serie A e delle leggende del calcio italiano per raccontare loro il suo sogno e, allo stesso tempo, provare a capire come viene vissuto il problema del razzismo nel mondo del calcio.

## Produzione
Il film è stato girato nel 2024 tra Fregene, Roma, Torino, Lecce, Genova, Udine e Milano ed ha visto la partecipazione di numerosi calciatori di Milan, Roma, Juventus, Genoa, Lecce e Udinese e di alcuni ex calciatori italiani. Parte del film è stata realizzata anche durante la finale di Coppa Italia 2024 che si è giocata allo Stadio Olimpico di Roma tra Juventus e Atalanta.

## Distribuzione
Il film è stato presentato nella sezione Confronti della 21ª edizione delle Giornate degli Autori, la rassegna autonoma all’interno della Mostra del Cinema di Venezia promosse dalle associazioni dei registi e degli autori cinematografici italiani ANAC e 100autori.
La presentazione del film è stata l'occasione per Seydou Sarr di tornare a Venezia ad un anno dalla vittoria del premio Marcello Mastroianni.
Il film è andato in onda il 4 settembre su Rai Tre.